# گاه‌شماری (فیلم ۱۹۹۳)
«گاه‌شماری» (ارمنی: Օրացույց) فیلمی در ژانر درام به کارگردانی آتوم اگویان است که در سال ۱۹۹۳ منتشر شد. از بازیگران آن می‌توان به آرسینه خانجیان اشاره کرد.